# Бајрам (Мисисипи)
Бајрам (енгл. Byram) град је у америчкој савезној држави Мисисипи.

## Демографија
По попису из 2010. године број становника је 11.489, што је 4.103 (55,6%) становника више него 2000. године.
| Група             | 2000.         | 2010.         |
| Белци             | 6.292 (85,2%) | 5.178 (45,1%) |
| Афроамериканци    | 962 (13,0%)   | 5.990 (52,1%) |
| Азијати           | 35 (0,5%)     | 96 (0,8%)     |
| Хиспаноамериканци | 56 (0,8%)     | 122 (1,1%)    |
| Укупно            | 7.386         | 11.489        |